# Mick van Dijke
Mick van Dijke (Goes, 15 de marzo de 2000) es un ciclista neerlandés que desde 2025 es corredor profesional del equipo Red Bull-BORA-hansgrohe.

## Palmarés
2021
- 1 etapa de la Kreiz Breizh Elites
- Flanders Tomorrow Tour, más 2 etapas

2024
- 2.º en el Campeonato de los Países Bajos Contrarreloj

## Resultados en Grandes Vueltas y Campeonatos del Mundo
| Carrera         | Carrera         | 2021 | 2022 | 2023 | 2024 | 2025  |
| --------------- | --------------- | ---- | ---- | ---- | ---- | ----- |
|                 | Giro de Italia  | —    | —    | —    | —    | —     |
|                 | Tour de Francia | —    | —    | —    | —    | 113.º |
|                 | Vuelta a España | —    | —    | —    | —    | —     |
| Mundial en Ruta | Mundial en Ruta | —    | —    | Ab.  | —    | —     |

—: no participa

Ab.: abandono